# Uýra Sodoma
Uýra Sodoma (Santarém, 1991) é uma artista indígena travesti brasileira (dois-espíritos). É formada em biologia, com mestrado em ecologia, e atua na área de arte-educação. Em seus trabalhos artísticos, Uýra levanta pautas relacionadas aos direitos LGBTQIAPN+  e à defesa da Floresta Amazônica.

## Biografia
Uýra nasceu em 1991 na vila de Mojuí dos Campos, próximo à Santarém no estado do Pará. Aos cinco anos mudou-se para a capital, Manaus, com seus pais e sua irmã mais velha, para viver no contexto urbano e periférico. Seus bisavós foram migrantes do sertão do Ceará.
Sua mãe foi empregada doméstica e seu pai borracheiro. Estudou em escola pública e escolheu cursar biologia por incentivo de um professor. Formou-se em biologia graças a trabalhos temporários que a ajudaram a se sustentar ao longo da graduação. Posteriormente obteve um mestrado em ecologia pelo Instituto Nacional de Pesquisas da Amazônia (INPA). Trabalhou com arte-educação para comunidades ribeirinhas na Fundação Amazônia Sustentável, como coordenadora do Projeto "Incenturita" na Fundação Amazônia Sustentável, para 200 crianças e adolescentes ribeirinhos e indígenas de várias localidades do Amazonas.

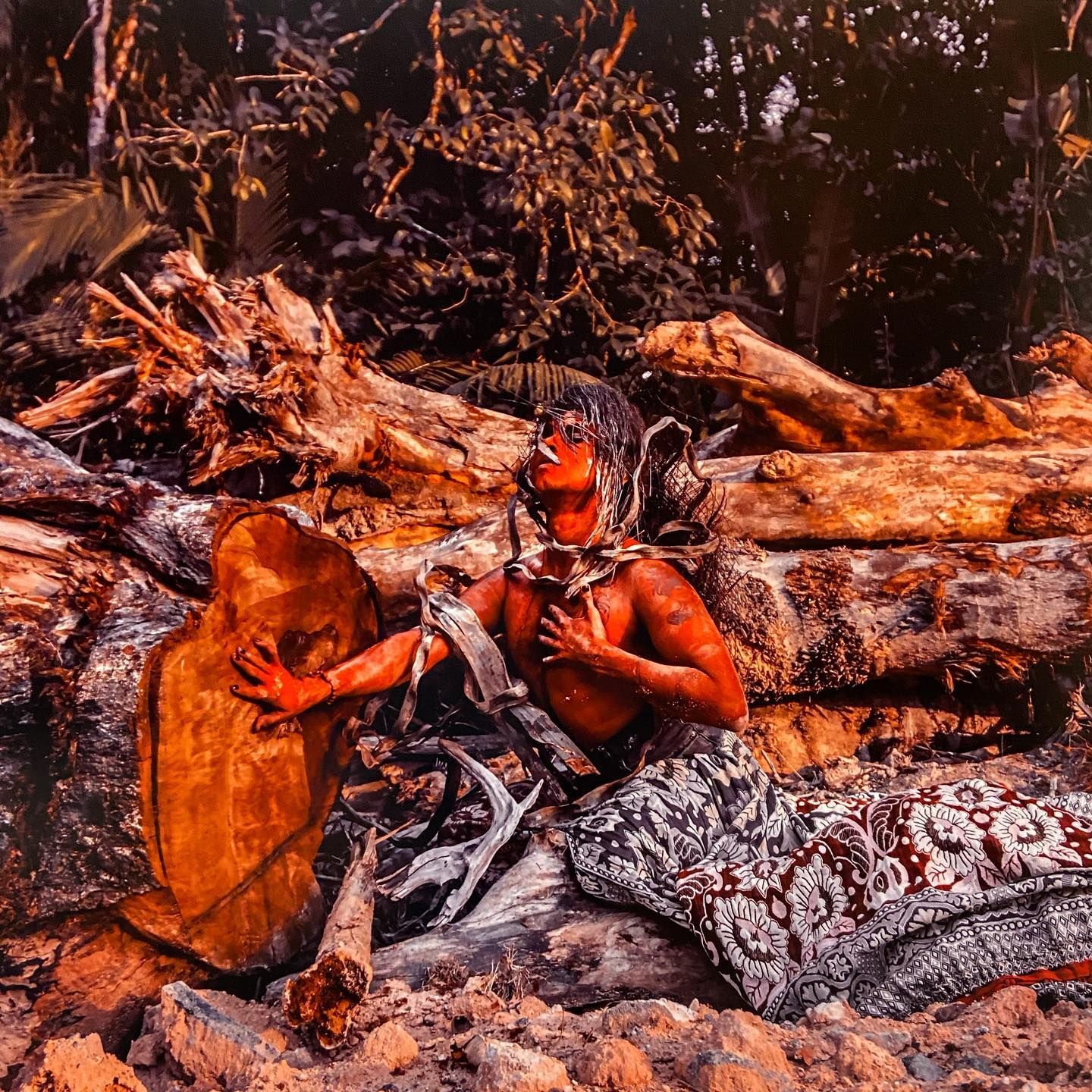
Uýra

Uýra Sodoma, cujo apelido é também "A Árvore que anda", nasceu em 2016 após o episódio "Ocupa Minc", realizado em protesto contra a "a decisão do ex-presidente Michel Temer (MDB), de extinguir o Ministério da Cultura", e para incitar debates interseccionais sobre meio ambiente, conservação e direitos LGBT e Indígenas em sua região e ao redor do mundo.
A transformação em Uýra envolve duas horas de maquiagem e montagem, que envolvem elementos da natureza: corantes naturais, conchas, ramos, sementes, folhas, flores, cascas, fibras e plumagens. Nas performances, Uýra se transforma em bichos e plantas para denunciar violências ambientais. Suas performances são realizadas em paisagens da floresta à cidade, de galerias à escolas
| “              | Tudo que Vive Muda | ” |
| — Uýra Sodoma, |                    |   |

Está entre as artistas apresentadas no livro "Eco-Lógicas Latinas", que levantou artistas e projetos culturais da América Latina que abordam a ecologia em seus trabalhos.

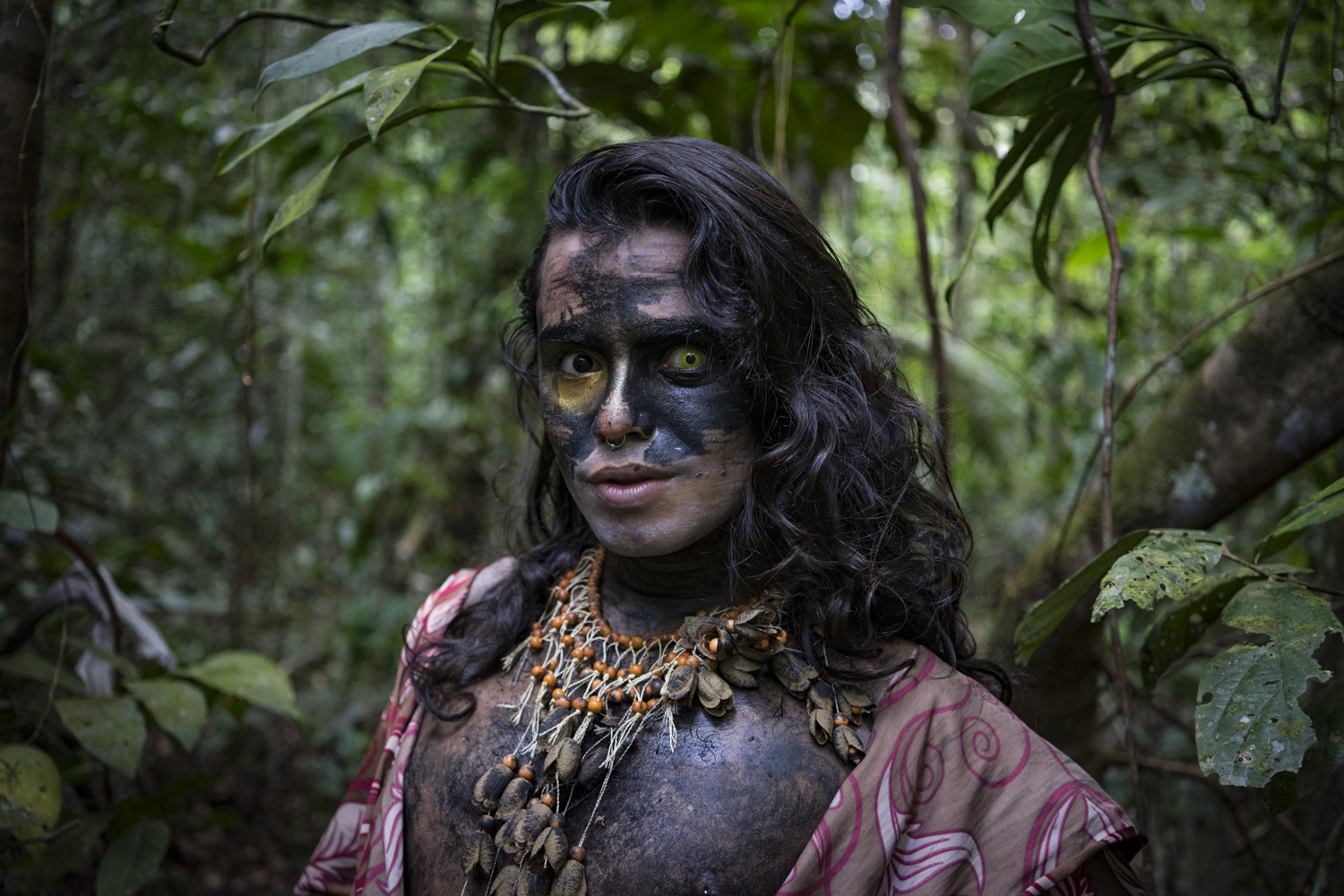
Uýra Sodoma

## Prêmios e reconhecimentos
- 2020 - capa da Vogue Brasil[8]
- 2023 - Prêmio FOCO 2023
- 2023 - Prêmio Sim à Igualdade Racial, na categoria "Arte em movimento"[22][23][24][25]
- 2022 - Prêmio PIPA 2022[4][26][27][28]
- 2021 - "Falas da Terra", especial da Rede Globo no "Dia dos Povos Indígenas"[8]
- 2017 - vencedora do concurso de drag queens Rival Rebolado, edição Manaus.[9]

## Obras
O trabalho artístico de Uýra envolve performance e produções audiovisuais, muitas delas apresentadas em países como Áustria, França, Holanda, Itália, Estados Unidos, Portugal e Brasil.

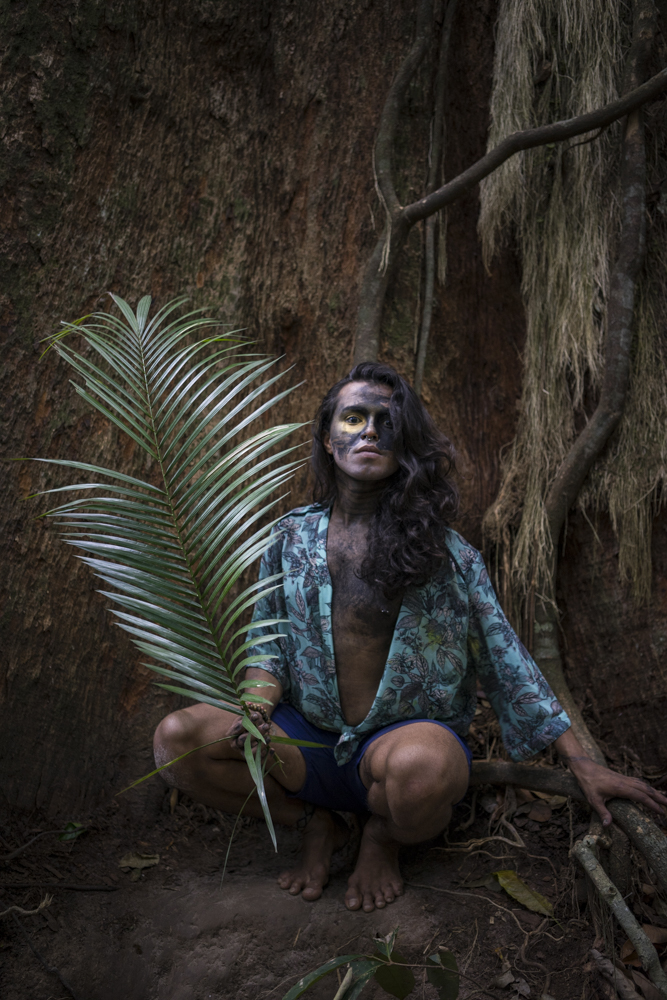
Registro da performance Selva Tupiniqueen de Uýra Sodoma em 2018.

### Performances e participação em exposições
- 2021 - "Performance QUINTAL", na UFMG[30]
- 2022 - UNSSC 20th Anniversary Art Exhibition[31]
- 2020 - "Manaus, uma cidade na aldeia", no Instituto Moreira Salles[5][32]
- 2023 - “Árvores que andam e outras histórias de teimosia pra reencantar o mundão”, na Universidade Católica Portuguesa.[33][34]
- 2023 - Centro Cultural Oi Futuro[35]
- 2023 - "The Living Forest: UÝRA", no Currier Museum of Art (Estados Unidos)[18]
- 2022 - "Uýra: A retomada da Floresta", na 43ª MOSTRA INTERNACIONAL DE CINEMA[36]
- 2022 - estreia mundial do filme longa-metragem auto-biográfico "Uýra: A retomada da Floresta", no Frameline International Film Festival.[7]
- 2022 - MIMO Festival Porto[37]
- 2022 - Museu de Arte do Rio (MAR)
- 2022 - "AQUI ESTAMOS", no Museu de Arte Moderna (MAM Rio)[29][38]
- 2022 - "Premiados PIPA 2022", no Paço Imperial, no Rio de Janeiro[39]
- 2022 - Manisfesta! (Bienal nômade da Europa)
- 2022 - Prêmio PIPA 2022
- 2022 - "Espiral da Morte" (Mostra Internacional de Teatro de São Paulo) [40]
- 2022 - “A árvore que anda”, na 13ª Bienal Internacional de Arquitetura de SP[41]
- 2022 - “A árvore que anda”, no Museu Paranaense, em Curitiba[41]
- 2022 - "Watú não está morto!", no Instituto de Estudos Brasileiros (IEB/USP)[42]
- 2021 - 34a Bienal de São Paulo
- 2020 - Prêmio EDP das Artes, Tomie Ohtake
- 2019 - Salão Arte Pará
- 2019 - “Uýra, a árvore que anda”, na Galeria de Artes Visuais do Largo São Sebastião[42][43]

### Filmografia
- 2022 - "Uýra: A retomada da Floresta", direção de Juliana Curi, com participações de ativistas e lideranças indígenas (trailer oficial)[36][44][45]